# Sha-Kon-O-Hey! Land of Blue Smoke
Sha-Kon-O-Hey! Land of Blue Smoke släpptes den 11 februari 2009 och är ett album av Dolly Parton som enbart säljs i Dollywood, Dolly Partons Dixie Stampede och genom Great Smoky Mountains Association.  

## Album information
Som hedersambassadör för Great Smoky Mountains National Park 2009 skrev Dolly Parton åtta låtar för en ny scenshow i Dollywood. De åtta låtarna i musikalen spelades in för att uppmärksamma detta CD. Under första året gick alla vinster till den ideella föreningen "Friends of the Smokies".

## Låtlista
1. "My Mountains, My Home"   4:02
2. "Hey Howdy Hey"   2:04
3. "Working on a Dream"   1:56
4. "Time Flies"   2:34
5. "Heart of the Smokies"   2:30
6. "Good Time"   2:17
7. "Sha-Kon-O-Hey!"   3:19
8. "Forever Home"   3:26

Den här artikeln är helt eller delvis baserad på material från engelskspråkiga Wikipedia.